# Pachyanthus cubensis
Pachyanthus cubensis är en tvåhjärtbladig växtart som beskrevs av Achille Richard. Pachyanthus cubensis ingår i släktet Pachyanthus och familjen Melastomataceae. Utöver nominatformen finns också underarten P. c. blancheanus.